# Кверенгорст
Кверенгорст (нім. Querenhorst) — громада в Німеччині, розташована в землі Нижня Саксонія. Входить до складу району Гельмштедт. Складова частина об'єднання громад Граслебен.
Площа — 4,78 км2. Населення становить 478 ос. (станом на 31 грудня 2021).